# Monocicle

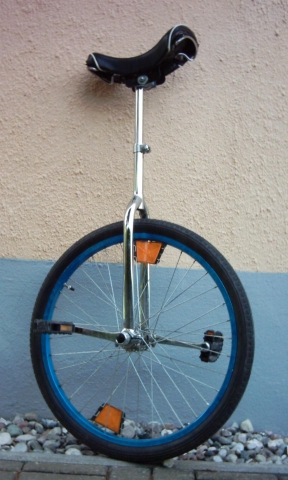
Monocicle.

El monocicle o unicicle és un vehicle d'una sola roda, amb pedals com els d'una bicicleta. És requisit per a tot monociclista tenir un bon equilibri i domini del centre de gravetat.
Es diu del monocicle que és un dels invents més útils per a la ciutat, ja que la seva reduïda grandària el fa molt apte per als ciutadans que viuen en pisos, per la seva senzillesa a l'hora de guardar-lo i es pot usar com a mitjà de transport ràpid i lleuger. Així mateix, aquest mitjà de transport i d'oci ha servit des de fa temps com a font d'ingressos per diversa gent a través de demostracions de carrer.
Una de les varietats del monocicle són els girafes, que es caracteritzen pel fet que tenen molta més alçada que un corrent: 1,50 m, 2 m i més.

## Modalitats
- "Free Style" (estil lliure), en el qual el monociclista mostra les seves habilitats, per exemple, pedalejant amb un sol peu, saltant o baixant graons, donant girs de 180° i 360°, recollint coses de terra, caminant al revés, etc.
- "Offroad" (fora de pista), en el qual el monocicle està preparat per a tota mena de terreny. El model per aquest estil està dotat d'unes llantes més fortes, cobertes amb tacs i més amples, una forquilla més dura i, fins i tot, de vegades amb un fre sota el selló en el seu extrem davanter.
- "MUNI" (Mountain UNIcycle) anomenat així per les seves sigles en anglès, que inclou descensos vertiginosos, rutes per camins, equilibris entre roques ... i fins i tot salts espectaculars. La preparació en aquests casos ha de ser major i s'ha d'anar ben equipat amb proteccions, a part d'un casc. A aquesta variació se l'anomena també Muni
- "Acrobatic", el qual es refereix a qualsevol truc en què es necessiti cert tipus d'habilitat acrobàtica i/o gimnàstica. Va ser donat a conèixer en diversos vídeos (hongaresos, concretament).
- "Flat", és la verietat en la qual el monociclista ha d'estar en constant equilibri per realitzar trucs que impliquin l'ús de les bieles per posar els peus. Un exemple d'ells és el Rolling Wrap, Back Roll, Flips, etc. Els millors en aquesta disciplina són Els Francesos. El Flat probablement és l'estil més difícil.
- "Letricio". És un mètode recent ideat per un sacerdot d'una comunitat anomenat Rafael Ricardo de la Pava i consta en manejar els pedals amb les mans.

## Esports i jocs en monocicle
- Hoquei.
- Bàsquet.
- Trial.
- Monocicle artístic.
- Formació.

## Competició
Cada dos anys se celebren el "Unicon". Aquí hi ha competicions de diverses disciplines, per exemple:
- 50m, 100m, 400m, 800m, medi Marató, Marató.
- Semi cama.
- Obstacles.
- Coasting/Gliding.
- Salt d'alçada/longitud.
- Slow forward/backward.

## Trucs
- A una cama. Durant l'exercici un peu està en l'aire.
- Walk the wheel. Caminar amb els peus a la roda, també conegut com a slowly.
- Seat-out. Sense seure al seient i tenint el mateix davant o enfront del cos.
- Saltar. Agafar el selló amb una o dues mans i aturar-se en els pedals, saltant amb el cos.
- Stand-up. Caminar de peu a la forquilla, amb el seient entre les cames, impulsant la roda amb la punta del peu.
- Gliding. Saltar sobre una barana, mentre que un pedal llisca per ella.
- Rolling Wrap. Una puntada de peu a la llanda per tornar a la posició original amb l'altra cama.
- Back Roll. Una cama està en una biela mentre que l'altra dona dos cops a la llanda per avançar cap enrere.
- Leg Around. Consisteix a donar-li voltes al monocicle voltant de la cama.
- Coasting.